# 1906년 러시아 총선
1906년 러시아 총선은 피의 일요일 사건이 거대한 파장과 함께 민중의 반발을 불러오자, 차르인 니콜라이 2세가 민권을 보장하고 의회를 소집하도록 약속함으로써 의회인 두마를 구성하기 위해 1906년 3월 치러진 선거이다. 병사와 관료가 아니며, 25세 이상의 성인 남성만이 투표권을 갖는 제한선거였다.

## 배경
1905년, 비폭력 시위대를 향해 발포해 1000명 가까이 사망한 피의 일요일 사건은 러시아 전역에서 소요사태가 일어나며 혁명군은 50개 도시를 점령했고, 결국 니콜라이 2세 차르 정권은 유화책으로 민권신장과 의회 구성을 골자로 한 10월 선언을 발표한다.

## 선거 결과
| 정당                                                  | 의석수 |
| ----------------------------------------------------- | ------ |
| 입헌민주당                                            | 161석  |
| 트루도비크                                            | 97석   |
| 자치주의자                                            | 70석   |
| 진보당                                                | 60석   |
| 사회혁명당                                            | 34석   |
| 10월 17일 연합                                        | 13석   |
| 사회민주노동당 (당원이나 무소속으로 참여한 자만 표시) | 10석   |
| 기타                                                  | 52석   |
| 합계                                                  | 497석  |

## 선거 이후
두마가 개혁적인 성향으로 채워지자, 선거 직후 차르는 기본법을 발의해 두마를 격하시켜 유명무실하게 만들려 했으며, 두마는 이에 저항해 개혁을 외치며 진정한 정치적 자유와 평등을 요구했으나 결국 차르는 의회 구성 10주 만에 의회를 해산시켜 버린다.